# برنارد ويلسون (مغني)
برنارد ويلسون (بالإنجليزية: Bernard Wilson)‏ هو مغني أمريكي، ولد في 12 يوليو 1946 في فيلادلفيا في الولايات المتحدة، وتوفي في 26 ديسمبر 2010.